# Basma Azouar
Basma Azouar (arabe : بسمة عزوار), née le 16 mars 1983 à Batna, est une femme politique algérienne, membre du Front El Moustakbal.
Ancienne députée de la wilaya de Batna, elle est nommée ministre des relations avec le Parlement au sein du gouvernement Djerad I le 4 janvier 2020, devenant ainsi la première femme ministre voilée de l'histoire politique algérienne. Elle est reconduite au sein du gouvernement Djerad II le 23 juin 2020 puis  du gouvernement Djerad III le 21 février 2021 avant d'être nommée à ce même poste le 7 juillet 2021 dans le gouvernement Benabderrahmane.